# Peter Martins
Peter Martins (* 27. Oktober 1946 in Kopenhagen) ist ein dänischer Balletttänzer und Choreograph.

## Leben
Martins studierte von 1953 bis 1965 an Det Kongelige Teaters Balletskole. 1965 wurde er Mitglied des Kongelige Ballet und 1967 dessen jüngster Meistertänzer (Primoballerino). Nach verschiedenen Gastauftritten mit dem New York City Ballet (NYCB) – u. a. in der Titelrolle von George Balanchines Apollo beim Edinburgh Festival 1967 – wurde er 1970 Meistertänzer dieser Ballettkompagnie. Über achtzehn Jahre arbeitete er hier mit der Tänzerin Suzanne Farrell zusammen.
Während seiner aktiven Laufbahn als Tänzer bis 1983 trat er in zahlreichen Hauptrollen von Choreographien Balanchines und Jerome Robbins’ auf. Ab 1981 teilte er sich mit George Balanchine, Jerome Robbins und John Taras die Position des Ballettmeisters des NYBC; nach dem Tod Balanchines 1983 hatte er diese Position bis zu dessen Ausscheiden 1990 gemeinsam mit Robbins inne. Von 2001 bis 2007 engagierte er Christopher Wheeldon als Choreograph des Balletts.
Sein Debüt als Choreograph hatte Martins 1977 mit Calcium Light Night, das er mit einer eigenen Kompagnie aufführte. Die lange Reihe seiner Choreographien für das NYBC, die mehr als achtzig Titel umfasst, begann 1978. Viele seiner Arbeiten wurden für die PBS-Reihe Dance in America aufgezeichnet.
Neben der Arbeit für das NYCB choreographierte er u. a. auch mehrere Musicals, darunter On Your Toes (1982), Song and Dance (1985) und Carousel (1986). Seine Autobiographie Far from Denmark erschien 1982. Im Folgejahr wurde er als Ritter des Dannebrogordens geehrt. Nach Vorwürfen sexuellen Fehlverhaltens und körperlicher Misshandlung, die bei einer internen Untersuchung nicht bestätigt wurden, gab Martins 2018 seine Posten beim NYCB und der School of American Ballet nieder. Auch sein Sohn Nilas Martins schlug eine Laufbahn als Balletttänzer ein.

## Werke (Auswahl)
als Tänzer
- In the Night (1970)
- The Goldberg Variations (1971)
- Violin Concerto (1972)
- Duo concertant (1972)
- Piano Concerto in G (1975)
- Daphnis and Chloe (1975)
- Chaconne (1976)
- Union Jack (1976)
- Vienna Waltzes (1977)
- Davidsbündlertänze (1980)

als Choreograph
- Calcium Light Night (Musik von Charles Ives) 1977
- Eight Easy Pieces (Musik von Igor Strawinsky) (1980)
- The Magic Flute (Musik von Riccardo Drigo) (1981)
- A Schubertiad (Musik von Franz Schubert) (1984)
- Poulenc Sonata (Musik von Francis Poulenc) (1985)
- Eight More (Musik von Igor Strawinsky) (1985)
- Songs of Auvergne (1986)
- Ecstatic Orange (Musik von Michael Torke) (1987)
- Les Gentilhommes (Musik von Georg Friedrich Händel) (1987)
- Barber Violin Concerto (Musik von Samuel Barber) (1988)
- Tea Rose (Musik von George Gershwin) (1988)
- The Chairman Dances (Musik von John Adams) (1988)
- Fearful Symmetries (Musik von John Adams) (1990)
- Delight of the Muses (Musik von Charles Wuorinen) (1992)
- Jeu de cartes (Musik von Igor Strawinsky) (1992)
- River of Light (Musik von Charles Wuorinen) (1998)
- Thou Swell (Musik von Richard Rodgers) (2002)
- Romeo and Juliet (2007)